# Marius Flothuis
Marius Hendrikus Flothuis (ur. 30 października 1914 w Amsterdamie, zm. 13 listopada 2001 tamże) – holenderski kompozytor i muzykolog.

## Życiorys
Podstawy edukacji muzycznej otrzymał w domu, gdzie uczył się od wuja gry na fortepianie. Studiował filologię klasyczną na Uniwersytecie Amsterdamskim (1932–1936) oraz muzykologię na Uniwersytecie w Utrechcie (1932–1934) i na Uniwersytecie Amsterdamskim (1934–1937). Pobierał także lekcje fortepianu u Arenda Koole’a oraz fortepianu, klawesynu i teorii muzyki u Hansa Brandtsa-Buysa. W latach 1937–1942 był członkiem kierownictwa Koninklijk Concertgebouworkest. Podczas niemieckiej okupacji Holandii w czasie II wojny światowej został zwolniony z pracy z powodów rasowych (jego żona została uznana za pół-Żydówkę), a następnie w 1943 roku aresztowany pod zarzutem pomocy Żydom. Więziony był początkowo w obozie koncentracyjnym Kamp Vught, a następnie został wywieziony do Niemiec. Pod koniec wojny więziony był pod Schwerinem, aż do wyzwolenia 4 maja 1945 roku.
W latach 1945–1953 pracował jako recenzent muzyczny w dzienniku „Het Vrije Volk”, był też lektorem fundacji Donemus. Od 1955 do 1974 roku pełnił funkcję dyrektora artystycznego Koninklijk Concertgebouworkest. W 1969 roku uzyskał na Uniwersytecie Amsterdamskim tytuł doktora na podstawie dysertacji Mozarts Bearbeitungeneigener und fremder Werke (wyd. Kassel 1969). Od 1974 roku był profesorem muzykologii na Uniwersytecie w Utrechcie.
Tworzył w stylistyce neoklasycznej, uprawiając większość gatunków muzycznych z wyjątkiem opery. Swoje młodzieńcze kompozycje odrzucił, zniszczył wszystkie partytury napisane przed 1934 rokiem. Opublikował prace W.A. Mozart (Haga 1940) i Hedendaagse Engelse componisten (Amsterdam 1949).

## Wybrane kompozycje
(na podstawie materiałów źródłowych)

### Utwory orkiestrowe
- Concertino na małą orkiestrę (1940)
- Mała uwertura na sopran i orkiestrę (1942)
- Uwertura dramatyczna (1943–1946)
- Koncert na flet i orkiestrę (1945)
- Koncert na róg i małą orkiestrę (1945)
- Valses sentimentales na małą orkiestrę (1946)
- Koncert na fortepian i małą orkiestrę (1946–1948)
- Capriccio na orkiestrę dętą (1949)
- Capriccio na orkiestrę smyczkową (1949)
- Koncert na skrzypce i małą orkiestrę (1950)
- Fantazja na harfę i małą orkiestrę (1953)
- Sinfonietta concertante na klarnet, saksofon i małą orkiestrę (1954–1955)
- Uwertura koncertowa (1955)
- Rondo festoso (1956)
- Koncert na klarnet i orkiestrę (1957)
- Muzyka symfoniczna (1957)
- Spes patriae na małą orkiestę (1962)
- Espressioni cordiali na smyczki (1963)
- Canti e giouchi na kwartet smyczkowy i smyczki (1964)
- Concertino na obój i małą orkiestrę (1968)
- Per sonare ed ascoltare na flet i orkiestrę (1971)
- Nokturn (1977)
- Cantus amoris na smyczki (1979)
- Adagio na orkiestrę smyczkową i głos mówiony (1997)

### Utwory kameralne
- Sonata na wiolonczelę solo (1937–1938)
- Nokturn na flet, obój i klarnet (1941)
- Kwintet na flet, obój, klarnet, klarnet basowy i fagot (1941–1942)
- Sonata da camera na flet i fortepian (1943)
- Aria na trąbkę i fortepian (1944)
- 3 utwory na 2 rogi (1945)
- Ronde champêtre na flet i klawesyn (1945)
- Sonata na skrzypce solo (1945)
- Partita na skrzypce i fortepian (1950)
- Pour le tombeau d’Orphée na harfę (1950)
- Trio serio na altówkę, wiolonczelę i fortepian (1950–1951)
- Sonata da camera na flet i harfę (1951)
- Mała suita na 12 harf (1951)
- Kwartet smyczkowy (1951–1952)
- Mała suita na obój, trąbkę, klarnet lub saksofon i fortepian (1952)
- Divertimento na klarnet, fagot, róg, skrzypce, altówkę i kontrabas (1952)
- 4 invenzioni na 4 rogi (1963)
- Partita na 2 skrzypiec (1966)
- Concertino na obój, skrzypce, altówkę i wiolonczelę (1967)
- Allegro vivace na 2 harfy (1969)
- Caprices roumains na obój i fortepian (1975)
- Adagio na fortepian na 4 ręce i perkusję (1975)
- Romeo’s Lament na róg (1975)
- Canzone na 2 klarnety, rożek basetowy i klarnet basowy (1978)
- Capriccio na 4 saksofony (1985–1986)
- Sonata na obój, róg i klawesyn (1986)
- Preludio e Fughetta na 3 trąbki (1986)
- Kwartet na 2 skrzypiec, altówkę i wiolonczelę (1991–1992)
- Kwintet na harfę, flet, skrzypce, altówkę i wiolonczelę (1995)

### Utwory wokalno-instrumentalne
- Hymnus na sopran i orkiestrę (1965)
- Santa Espina na mezzosopran i orkiestrę (1985–1986)